# ヴァイスヴルストの赤道
ヴァイスヴルストの赤道（ヴァイストブルストのせきどう、ドイツ語: Weißwurstäquator）、または白ソーセージ赤道はドイツ北部と南部との境界を赤道になぞらえて指す用語。ほぼマイン川に一致する。
ドイツ語圏は、マイン川の北部（ベルリンを中心とする旧プロイセン地域）と、マイン川の南部（ミュンヘンを中心とするバイエルン地方やウィーンを中心とするオーストリア）とでは人々の気質や文化も異なる。国境線や言語境界線とは異なったドイツ語圏を南北に分ける境界線をバイエルン地方の伝統料理、名物であるヴァイスヴルスト（白ソーセージ）から「ヴァイスヴルストの赤道」（白ソーセージ赤道）と呼ぶ。
実際、マイン川より南部では伝統的にヴァイスヴルストが食されており、逆に北部ではヴァイスヴルストを食べる慣習はない。同じように北部では好んで食べられていて、南部ではほとんど食べられない菓子のラクリッツからラクリッツ赤道（ドイツ語: Lakritzäquator）と呼ばれることもある。